# 29-й меридіан східної довготи
29-й меридіан східної довготи — лінія довготи, що лежить на 29 градусів східніше Гринвіцького меридіана. Вона проходить від Північного полюса через Північний Льодовитий океан, Європу, Азію, Африку, Індійський океан, Південний океан та Антарктиду до Південного полюса.
29-й меридіан східної довготи формує велике коло разом із 151-шим меридіаном західної довготи.
Через меридіан проходить східна межа регіону Аб'єй, спірної території між Суданом та Південним Суданом.

## Список географічних об'єктів, що перетинає 29° сх. д.
Починаючи на Північному полюсі та рухаючись до Південного полюса, 29-й меридіан східної довготи проходить через:
| Координати                                                 | Країна, територія або море                     | Примітки |
| ---------------------------------------------------------- | ---------------------------------------------- | --- |
| 90°0′ пн. ш. 29°0′ сх. д. / 90.000° пн. ш. 29.000° сх. д.  | Північний Льодовитий океан                     | |
| 78°56′ пн. ш. 29°0′ сх. д. / 78.933° пн. ш. 29.000° сх. д. | Норвегія                                       | Шпіцберген — проходить через острів Конгсьойя |
| 78°53′ пн. ш. 29°0′ сх. д. / 78.883° пн. ш. 29.000° сх. д. | Баренцове море                                 | |
| 70°52′ пн. ш. 29°0′ сх. д. / 70.867° пн. ш. 29.000° сх. д. | Норвегія                                       | |
| 69°43′ пн. ш. 29°0′ сх. д. / 69.717° пн. ш. 29.000° сх. д. | Фінляндія                                      | |
| 69°18′ пн. ш. 29°0′ сх. д. / 69.300° пн. ш. 29.000° сх. д. | Норвегія                                       | |
| 69°2′ пн. ш. 29°0′ сх. д. / 69.033° пн. ш. 29.000° сх. д.  | Росія                                          | |
| 68°8′ пн. ш. 29°0′ сх. д. / 68.133° пн. ш. 29.000° сх. д.  | Фінляндія                                      | |
| 61°11′ пн. ш. 29°0′ сх. д. / 61.183° пн. ш. 29.000° сх. д. | Росія                                          | |
| 60°12′ пн. ш. 29°0′ сх. д. / 60.200° пн. ш. 29.000° сх. д. | Балтійське море                                | Фінська затока |
| 59°49′ пн. ш. 29°0′ сх. д. / 59.817° пн. ш. 29.000° сх. д. | Росія                                          | |
| 56°2′ пн. ш. 29°0′ сх. д. / 56.033° пн. ш. 29.000° сх. д.  | Білорусь                                       | |
| 51°34′ пн. ш. 29°0′ сх. д. / 51.567° пн. ш. 29.000° сх. д. | Україна                                        | Житомирська область — проходить західніше Коростишева та Андрушівки Вінницька область — проходить східніше Брацлава Одеська область — проходить західніше Кодими |
| 47°58′ пн. ш. 29°0′ сх. д. / 47.967° пн. ш. 29.000° сх. д. | Молдова                                        | Проходить через Придністров'я |
| 46°29′ пн. ш. 29°0′ сх. д. / 46.483° пн. ш. 29.000° сх. д. | Україна                                        | Одеська область |
| 46°14′ пн. ш. 29°0′ сх. д. / 46.233° пн. ш. 29.000° сх. д. | Молдова                                        | Приблизно на 11 км |
| 46°9′ пн. ш. 29°0′ сх. д. / 46.150° пн. ш. 29.000° сх. д.  | Україна                                        | Одеська область — приблизно на 7 км |
| 46°4′ пн. ш. 29°0′ сх. д. / 46.067° пн. ш. 29.000° сх. д.  | Молдова                                        | Приблизно на 4 км |
| 46°2′ пн. ш. 29°0′ сх. д. / 46.033° пн. ш. 29.000° сх. д.  | Україна                                        | Одеська область |
| 45°21′ пн. ш. 29°0′ сх. д. / 45.350° пн. ш. 29.000° сх. д. | Румунія                                        | |
| 44°40′ пн. ш. 29°0′ сх. д. / 44.667° пн. ш. 29.000° сх. д. | Чорне море                                     | |
| 41°15′ пн. ш. 29°0′ сх. д. / 41.250° пн. ш. 29.000° сх. д. | Туреччина                                      | Східна Фракія — проходить через Стамбул |
| 41°2′ пн. ш. 29°0′ сх. д. / 41.033° пн. ш. 29.000° сх. д.  | Мармурове море                                 | |
| 40°39′ пн. ш. 29°0′ сх. д. / 40.650° пн. ш. 29.000° сх. д. | Туреччина                                      | Проходить через півострів Армутлу[en] |
| 40°28′ пн. ш. 29°0′ сх. д. / 40.467° пн. ш. 29.000° сх. д. | Мармурове море                                 | Затока Гемлік[en] |
| 40°22′ пн. ш. 29°0′ сх. д. / 40.367° пн. ш. 29.000° сх. д. | Туреччина                                      | |
| 36°43′ пн. ш. 29°0′ сх. д. / 36.717° пн. ш. 29.000° сх. д. | Середземне море                                | |
| 30°50′ пн. ш. 29°0′ сх. д. / 30.833° пн. ш. 29.000° сх. д. | Єгипет                                         | |
| 22°0′ пн. ш. 29°0′ сх. д. / 22.000° пн. ш. 29.000° сх. д.  | Судан                                          | |
| 10°10′ пн. ш. 29°0′ сх. д. / 10.167° пн. ш. 29.000° сх. д. | Становить кордон між регіоном Аб'єй та Суданом | Аб'єй контролюється Суданом, претендує Південний Судан |
| 9°40′ пн. ш. 29°0′ сх. д. / 9.667° пн. ш. 29.000° сх. д.   | Південний Судан                                | |
| 4°29′ пн. ш. 29°0′ сх. д. / 4.483° пн. ш. 29.000° сх. д.   | ДР Конго                                       | |
| 2°18′ пд. ш. 29°0′ сх. д. / 2.300° пд. ш. 29.000° сх. д.   | Руанда                                         | |
| 2°42′ пд. ш. 29°0′ сх. д. / 2.700° пд. ш. 29.000° сх. д.   | ДР Конго                                       | Приблизно на 8 км |
| 2°47′ пд. ш. 29°0′ сх. д. / 2.783° пд. ш. 29.000° сх. д.   | Бурунді                                        | Приблизно на 4 км |
| 2°49′ пд. ш. 29°0′ сх. д. / 2.817° пд. ш. 29.000° сх. д.   | ДР Конго                                       | |
| 8°27′ пд. ш. 29°0′ сх. д. / 8.450° пд. ш. 29.000° сх. д.   | Замбія                                         | Проходить через озеро Мверу |
| 12°17′ пд. ш. 29°0′ сх. д. / 12.283° пд. ш. 29.000° сх. д. | ДР Конго                                       | |
| 13°25′ пд. ш. 29°0′ сх. д. / 13.417° пд. ш. 29.000° сх. д. | Замбія                                         | |
| 15°56′ пд. ш. 29°0′ сх. д. / 15.933° пд. ш. 29.000° сх. д. | Зімбабве                                       | Проходить через озеро Кариба |
| 21°46′ пд. ш. 29°0′ сх. д. / 21.767° пд. ш. 29.000° сх. д. | Ботсвана                                       | |
| 22°16′ пд. ш. 29°0′ сх. д. / 22.267° пд. ш. 29.000° сх. д. | ПАР                                            | Лімпопо Мпумаланга Гаутенг Мпумаланга Фрі-Стейт Квазулу-Наталь                                                                                                   |
| 28°55′ пд. ш. 29°0′ сх. д. / 28.917° пд. ш. 29.000° сх. д. | Лесото                                         | |
| 30°1′ пд. ш. 29°0′ сх. д. / 30.017° пд. ш. 29.000° сх. д.  | ПАР                                            | Східнокапська провінція |
| 32°9′ пд. ш. 29°0′ сх. д. / 32.150° пд. ш. 29.000° сх. д.  | Індійський океан                               | |
| 60°0′ пд. ш. 29°0′ сх. д. / 60.000° пд. ш. 29.000° сх. д.  | Південний океан                                | |
| 69°45′ пд. ш. 29°0′ сх. д. / 69.750° пд. ш. 29.000° сх. д. | Антарктида                                     | Проходить через Землю Королеви Мод (претендує Норвегія) |